# Lovebites
Lovebites (estilizado como LOVEBITES) é uma banda japonesa de power metal formada em 2016 pela baixista Miho e baterista Haruna, ex-membros da Destrose. Sua formação atualmente consiste em Haruna na bateria, Midori e Miyako na guitarra, Asami nos vocais e Fami no baixo.
Após assinar com a Victor Entertainment, em 2017 o grupo lançou seu EP de estreia e seu primeiro álbum, The Lovebites EP e Awakening from Abyss, antes de realizar seus primeiros shows no exterior no final do ano. Com outro EP e álbum lançado em 2018, Battle Against Damnation e Clockwork Immortality, Lovebites rapidamente atraiu atenção internacional e ganhou o prêmio Metal Hammer Golden Gods daquele ano na categoria Melhor Banda Nova. Após os lançamentos Electric Pentagram (2020) e Glory, Glory, to the World (2021), a baixista Miho deixou a banda em agosto de 2021. Após um hiato de um ano, Lovebites recrutou Fami para a posição e lançou Judgment Day, seu quarto álbum, em fevereiro de 2023. Ele detém o recorde de maior sucesso até o momento, alcançando a quinta posição nas paradas da Oricon e Billboard Japan.

## Carreira

### 2016–2017: Formação e álbum de estreia

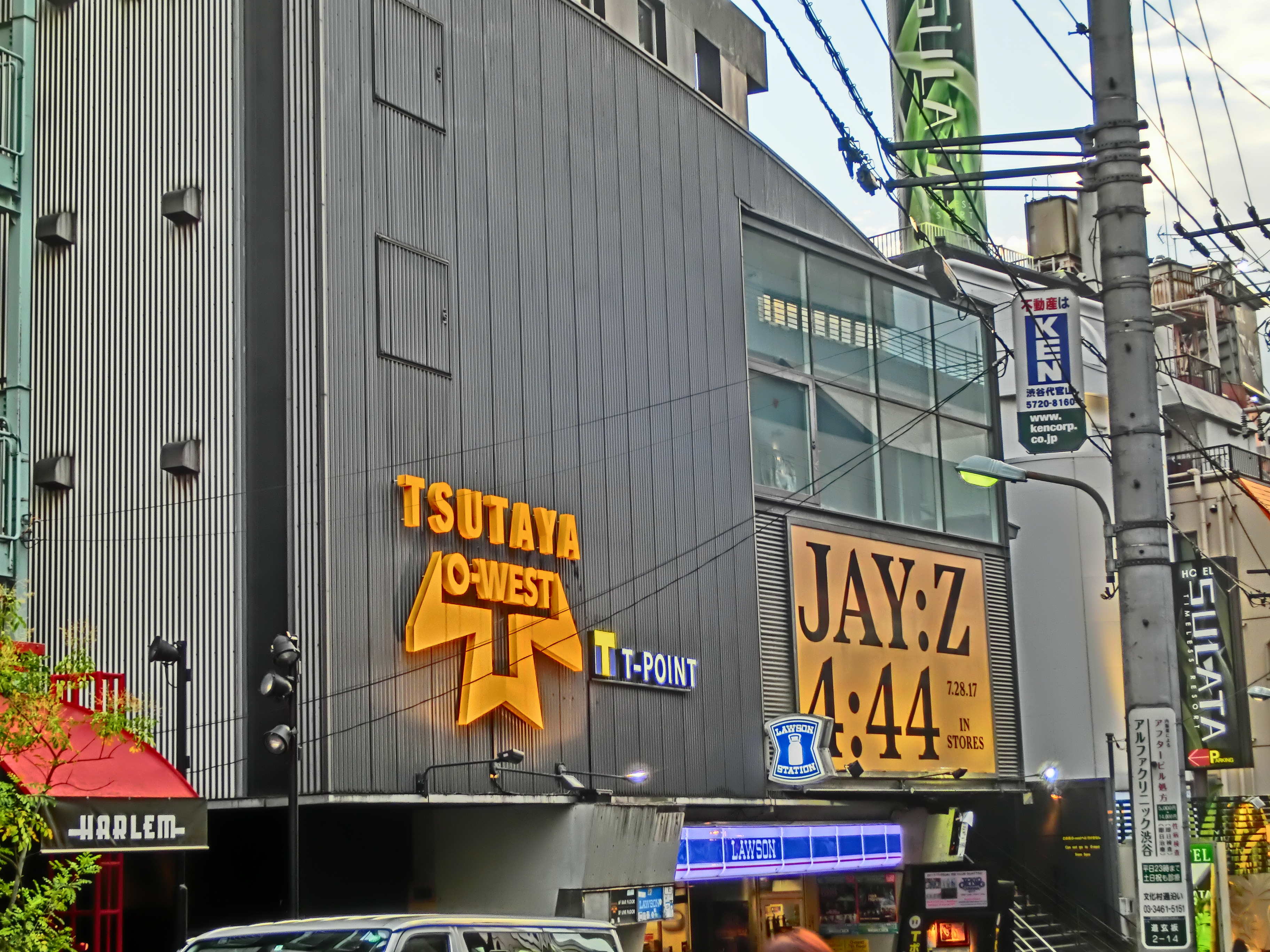
Lovebites fez seu primeiro show ao vivo no Tsutaya O-West em novembro de 2016

Lovebites foi formada em Tóquio em 2016 pela baixista Miho e pela baterista Haruna. As duas se conheceram enquanto eram membros do Destrose, outra banda feminina de metal que se desfez em 2015. Depois de recrutar a guitarrista Midori e a guitarrista e tecladista suporte Miyako (então conhecida como Mi-Ya), as quatro escolheram a vocalista Asami com base em uma demo que ela criou. Midori estava na banda Gekijo Metalicche, Miyako era membro do A Drop of Joker e da 21g, enquanto Asami era vocalista de apoio do Vamps e Uverworld. Durante um ensaio, elas tocaram "Love Bites (So Do I)" de Halestorm. Quando todas as integrantes tiveram a impressão de que a música combinava bem com a voz de Asami, elas escolheram Lovebites como nome para sua nova banda. Realizaram seu primeiro show em 18 de novembro de 2016, no Tsutaya O-West, como parte do evento Girls Band Next Generation. Para o show, elas foram apoiadas pela terceira guitarrista Sena. No entanto, elas já haviam feito um show secreto no Shibuya O-Crest em 4 de agosto de 2016, sob o pseudônimo de "POWERSLAVES".
Lovebites lançou seu EP de estreia, The Lovebites EP, em maio de 2017 pela Victor Entertainment. Miho explicou que, na verdade o EP seria uma demo para conseguir um contrato com a Victor, mas a gravadora gostou tanto que a masterizou e a lançou apropriadamente. Foi mixado por Mikko Karmila e masterizado por Mika Jussila, que já trabalhou com bandas como Nightwish, Children of Bodom e Stratovarius, no Finnvox Studios em Helsinque, Finlândia. O EP foi lançado no Reino Unido em 25 de agosto pela JPU Records e na América do Norte pela Sliptrick Records em 31 de agosto.
A membro suporte Miyako tornou-se oficial em agosto de 2017. Seu primeiro álbum completo, Awakening from Abyss, foi lançado no Japão e na América do Norte em 25 de outubroe no Reino Unido dois dias depois. Foi novamente mixado e masterizado por Karmila e Jussila e inclui regravações das quatro faixas de seu EP de estreia. O álbum foi apoiado pela turnê Awakening from Abyss 2017, com ingressos esgotados em três datas, de 17 de novembro a 7 de dezembro Nesse meio tempo, o grupo fez seus primeiros shows fora do Japão: duas noites no Hyper Japan Christmas e um show no Camden Underworld, todos eles em Londres no final de novembro de 2017.

### 2018–2021: Reconhecimento internacional e saída de Miho

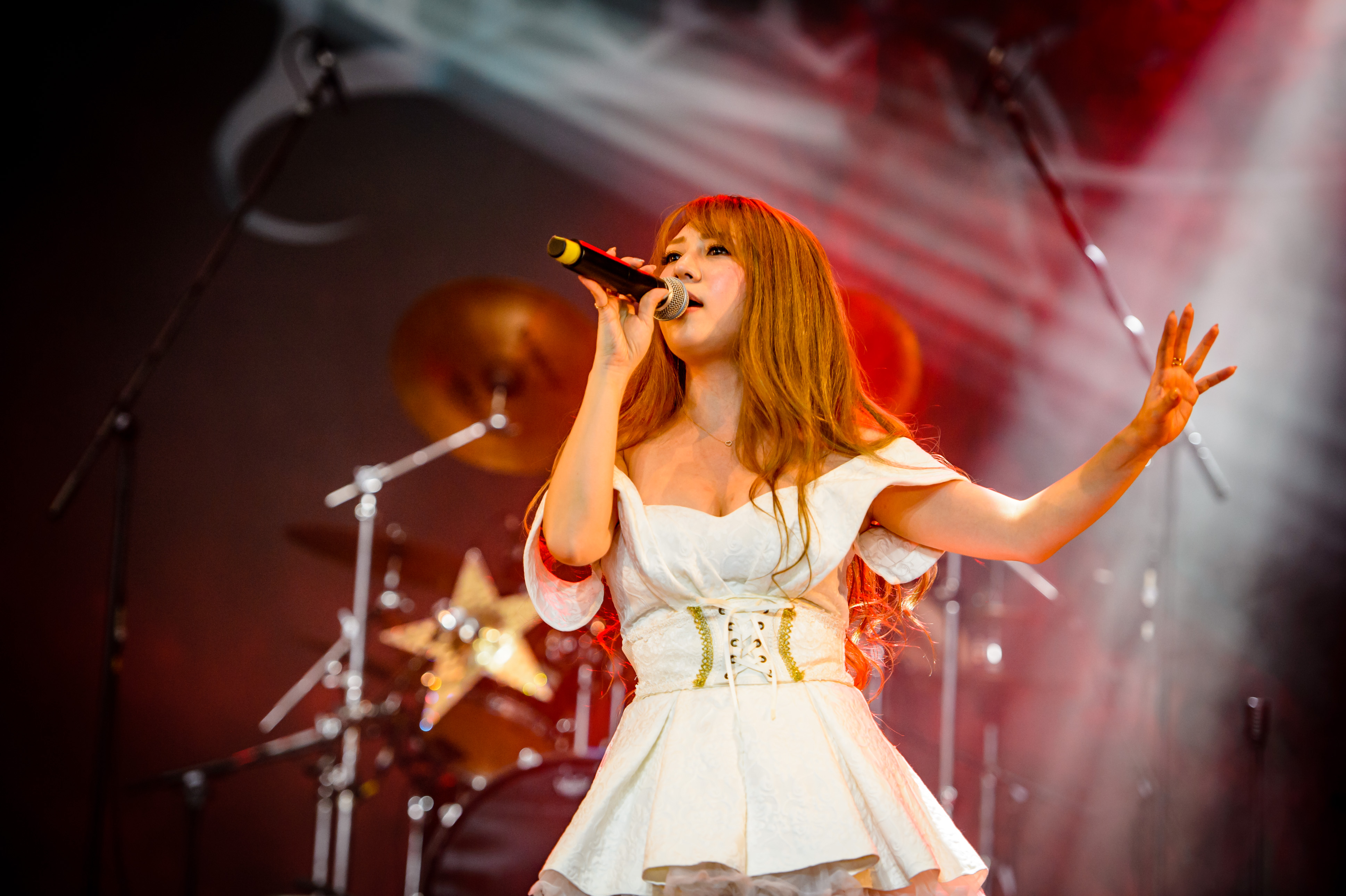
A vocalista Asami se apresentando na Alemanha no Wacken Open Air 2018.

Em 23 de fevereiro de 2018, Lovebites fez um show intitulado Re-Awakening from Abyss na Duo Music Exchange. Elas então se apresentaram na parte japonesa da Warped Tour em 1º de abril e lançaram seu segundo EP Battle Against Damnation em 6 de junho Dias depois, conquistaram o prêmio da Metal Hammer Golden Gods 2018 na categoria Melhor Banda Nova. Elas se apresentaram no Wacken Open Air em 4 de agosto, tornando-se a primeira banda japonesa de metal exclusivamente feminina a aparecer no festival alemão. Também tocaram no palco principal do Bloodstock Open Air em 10 de agosto de 2018. Em novembro, Lovebites realizou sua primeira turnê europeia que as viu visitar a Holanda, Alemanha, França e Reino Unido. Lançaram seu segundo álbum Clockwork Immortality em 5 de dezembro no Japão. As edições limitadas do álbum incluem um DVD/Blu-ray de uma gravação do show Battle in the East, que aconteceu em 28 de junho de 2018 no Tsutaya O-East. Foi lançado na Europa, Austrália e Nova Zelândia dois dias depois pela Arising Empire, e no Reino Unido pela JPU Records em 18 de janeiro de 2019.
Lovebites foi a banda de abertura do Arch Enemy em dois shows em Xangai e Pequim, China, em 23 e 24 de março de 2019. Em junho, elas se apresentaram no Download Festival em Donington, Reino Unido e Madrid, Espanha e no Graspop Metal Meeting em Dessel, Bélgica. Sua performance em Donington foi citada pelos organizadores e pela Metal Hammer como uma das apresentações de destaque do festival, incluindo quando Asami se juntou ao Halestorm no palco para cantar a música homônima de sua banda, algo que ela já havia feito anteriormente no Download Festival Japan em 21 de março.
Em 10 de julho, Lovebites lançou seu primeiro álbum de vídeo/ao vivo independente, Daughters of the Dawn – Live in Tokyo, gravado em 27 de janeiro de 2019, no Mynavi Blitz Akasaka. A turnê Daughters of the Dawn com três datas aconteceu entre 12 de julho e 9 de agosto. Elas foram banda de abertura na turnê do DragonForce no Reino Unido durante a primeira quinzena de novembro, e abriram para o Halestorm em Tóquio em 2 dezembro. O terceiro álbum da Lovebites, Electric Pentagram, foi lançado em 29 de janeiro de 2020. Foi programado para ser apoiado por uma turnê japonesa de sete datas, de 14 de fevereiro a 12 de abril, mas os últimos três shows foram adiados para junho devido à pandemia de COVID-19 no Japão. Em 22 de julho, Lovebites lançou sua segunda gravação de show independente, Five of a Kind – Live in Tokyo 2020, gravado em 21 de fevereiro de 2020, no Zepp DiverCity. Para comemorar o terceiro aniversário do trabalho Awakening from Abyss, a banda transmitiu uma performance de estúdio ao vivo intitulada Awake Again, onde tocaram o álbum na íntegra em 25 de outubro.

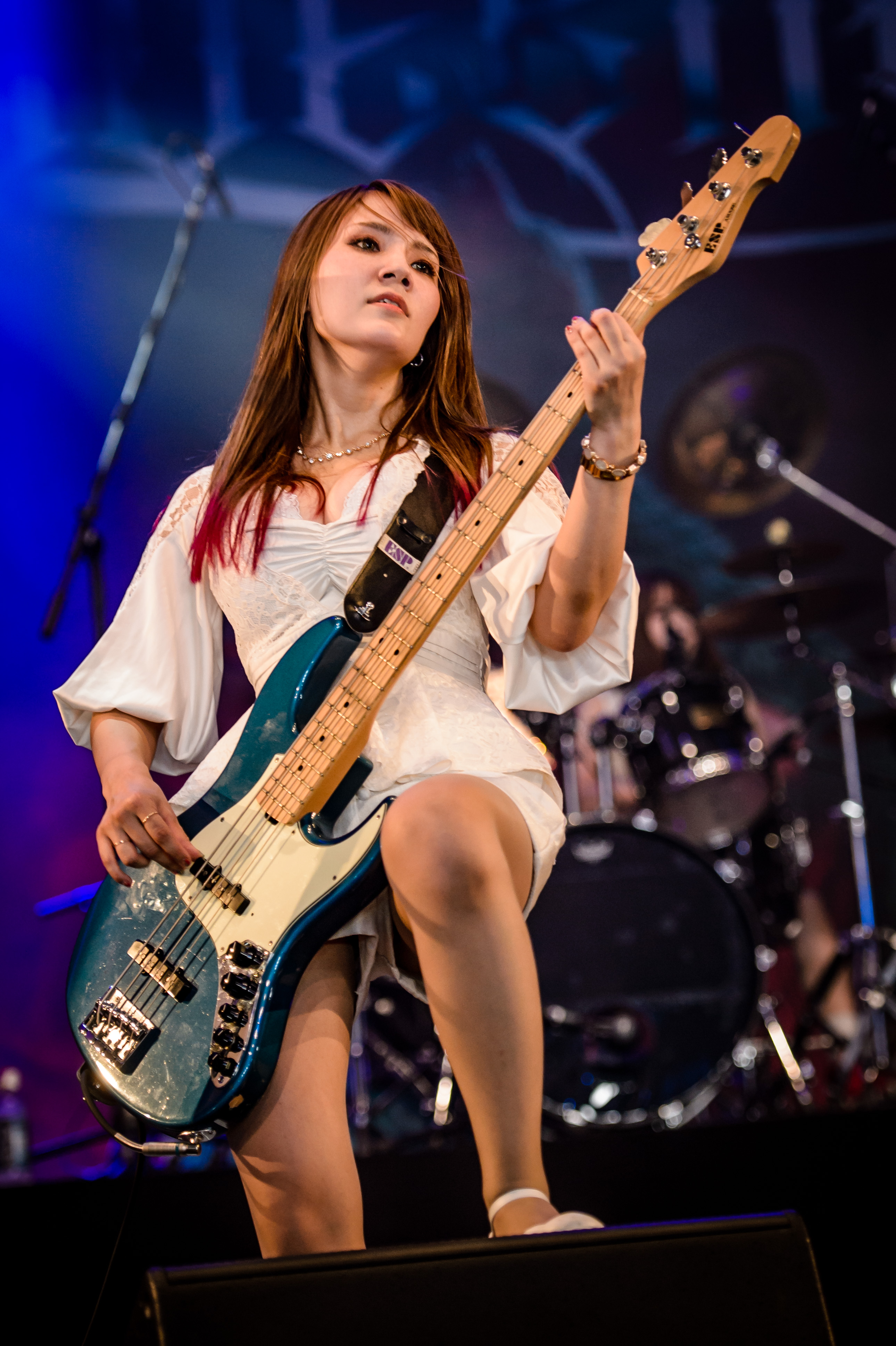
A baixista e cofundadora Miho deixou a banda em agosto de 2021.

Lovebites escreveu a música "Winds of Transylvania" para ser usada como tema de abertura da série de anime Vlad Love e foi nomeada embaixadora oficial da série. Seu diretor, Mamoru Oshii, comentou, "Pude ver imediatamente paralelos entre as cinco membros e o personagem principal Vlad Love. Elas são como hereges do heavy metal, vestindo roupas brancas brilhantes enquanto tocam música intensa, são a escolha perfeita para assumir o comando de uma música tema de um anime que não está sujeito a convenções ou bom senso. E acima de tudo, o nome dela não poderia ser mais adequado!" As integrantes aparecem nos créditos de abertura do anime, que também apresenta os personagens de Vlad Love cantando a música em uma sequência baseada na da banda pelos animadores. Um CD incluindo "Winds of Transylvania" e os outros três temas do anime foi lançado nas lojas CulZone da Ichigo Animation em 9 de janeiro de 2021.
A banda lançou seu terceiro EP Glory, Glory, to the World, que gravaram durante a pandemia de COVID-19, em 10 de março de 2021. A turnê nacional esgotada Ride for Vengeance foi originalmente programada para acontecer entre 24 de janeiro e 5 de março, mas foi remarcada para entre 12 de março e 6 de abril após a declaração do governo japonês de um segundo estado de emergência devido à pandemia e sua extensão. A apresentação de 26 de março no Tokyo Dome City Hall foi filmada e lançada no álbum ao vivo Heavy Metal Never Dies – Live in Tokyo 2021 em 29 de setembro de 2021.
Em 17 de agosto de 2021, a baixista Miho anunciou sua saída da banda. Os outros membros e sua equipe realizaram “inúmeras reuniões para encontrar uma maneira de ela ficar”, mas acabaram decidindo respeitar sua decisão. Como resultado, Lovebites suspendeu temporariamente todas as atividades, mas garantiu aos fãs que retornariam. De 10 e 26 de setembro, a banda solicitou votos nas redes sociais para ajudar a decidir a lista de faixas de seu primeiro álbum de greatest hits. In the Beginning – The Best of 2017–2021 foi lançado em 22 de dezembro de 2021. A compilação de dois discos traz versões remasterizadas de 21 músicas, um disco adicional contendo todos os seus videoclipes e a nova faixa "Nameless Warrior", que foi a última música gravada antes de Miho deixar a banda.

### 2022–presente: Entrada de Fami eJudgement Day
Entre 2 de abril e 24 de maio de 2022, Lovebites fez testes para um novo baixista. Os candidatos tiveram que criar sua própria linha de baixo para uma faixa composta para a ocasião e enviar um vídeo tocando. Em 21 de outubro, Lovebites revelou Fami, de 20 anos, como sua nova baixista por meio de um vídeo de apresentação da banda, agora completa, no YouTube. Musicista ativa desde o ensino médio, Fami produziu seu próprio álbum solo e tem quase 650 mil inscritos em seu canal no YouTube. O primeiro com a nova integrante, Lovebites lançou seu quarto álbum de estúdio Judgment Day em 22 de fevereiro de 2023. As edições limitadas do álbum incluem imagens do processo de audição do baixista, incluindo as três músicas que Fami tocou com a banda durante a seleção final. Seus primeiros shows com a nova formação foram realizados no Ex Theatre Roppongi nos dias 11 e 12 de março, enquanto a turnê em promoção ao álbum durou de 26 de agosto a 24 de setembro e terminou com um show final intitulado The Last Judgment em 5 de outubro.
Lovebites marcou sua primeira turnê mundial, chamada The Thin Line Between Love and Hate, entre junho e setembro de 2024. As datas incluem o Rock Imperium Festival e Resurrection Fest na Espanha, o Hellfest na França e sua estreia nos Estados Unidos no festival ProgPower USA em Atlanta, Geórgia.

## Música e influências
Embora vinda de Tóquio, a música da Lovebites é influenciada pela New Wave of British Heavy Metal, o que levou Sophie Maughan do Metal Hammer a comparar sua música com Iron Maiden e Rage. Miho disse que sempre quis tocar uma combinação de power metal e "um pouco de old school [heavy metal]", além de thrash metal rápido. Segundo Asami, os elementos thrash são uma parte indispensável do som da banda. Miho observou que a decisão de usar roupas totalmente brancas, em oposição ao esteriótipo do gênero de roupas pretas, foi feita para contrastar com o som old school e destacá-las.Suas letras são em inglês, embora elas não falem o idioma fluentemente:  geralmente são escritas em japonês para depois serem traduzidas para o inglês. Uma exceção é a música "Bravehearted" de seu EP de estreia, escrita por Haruna, que era originalmente da Destrose e cantada em japonês.
O grupo frequentemente colabora com o ex-tecladista do Light Bringer, Mao, na composição e arranjos de músicas. Todos os seus lançamentos foram mixados e masterizados pelos engenheiros de áudio finlandeses Mikko Karmila e Mika Jussila, e todas as ilustrações das capas dos álbuns desde Awakening from Abyss foram criadas pelos artistas espanhóis David López Gómez e Carlos Vincente León. Todas as capas de álbuns apresentam um lobo para simbolizar que, ao tocar o gênero não convencional do heavy metal, Lovebites é um "lobo solitário" no cenário musical. O lobo é um mascote para representar a banda, como Eddie do Iron Maiden ou Vic Rattlehead do Megadeth.
Miho gosta muito de hard rock e heavy metal desde o ensino fundamental e começou a tocar baixo no ensino médio. Suas bandas favoritas são Iron Maiden, Pantera, Mötley Crüe e Anthrax. Ela se referiu a sua forma de tocar mais como carisma do que técnica, e citou Steve Harris como uma forte influência ao lado do estilo de Nikki Sixx.
Haruna toca bateria desde os treze anos de idade e começou a escrever músicas no teclado aos quatorze. Do ensino fundamental ao ensino médio, sua banda favorita era B'z, mas ela se interessou por heavy metal depois de ouvir Master of the Rings do Helloween. Como resultado, ela afirmou que seu estilo básico de bateria é o de Uli Kusch.
Midori começou a aprender piano por volta dos dois anos de idade e órgão elétrico aos oito, mas desistiu de ambos ao entrar na universidade e começou a aprender violão aos 20. Ela é formada pelo Musicians Institute Japan em Osaka, e listou Kiko Loureiro, Nuno Bettencourt e Yngwie Malmsteen como suas maiores influências na guitarra. De modo geral, Midori disse que toca os solos de guitarra "chamativos e agressivos" da banda, enquanto Miyako toca os solos "mais lentos e melódicos".
Miyako toca piano clássico desde os três anos e violão desde o ensino médio. Por ter crescido ouvindo bandas de rock clássico como Deep Purple e Rainbow com a mãe, Miyako acabou sendo muito influenciada por Ritchie Blackmore. Mas ela também foi influenciada por guitarristas mais modernos, como Timothy Henson e Scott LePage do Polyphia. Foi Ettore Rigotti do Disarmonia Mundi quem a inspirou a começar a compor e fazer arranjos de músicas.
Asami tem formação em R&B e soul music e gosta de artistas como Alicia Keys e Aretha Franklin. Começando aos dois anos de idade, ela fez balé clássico por cerca de 16 anos antes de se mudar para a América depois do ensino médio para estudar jazz e dança hip hop.
Fami tocava piano e violino antes de começar a aprender baixo no ensino médio, a pedido de um amigo. Ela toca em fingerstyle, explicando que desistiu de tentar tocar com palheta por achar "impossível". Como há duas guitarras em Lovebites, Fami acredita que o baixo precisa ter um som áspero e distorcido.

## Membros
- Haruna – bateria (2016-presente)
- Midori – guitarras, vocais de apoio (2016-presente)
- Miyako – guitarras, teclados, vocais de apoio (2017-presente); como músico de apoio (2016–2017)
- Asami – vocais principais (2016-presente)
- Fami – baixo (2022-presente)

Ex membros
- Miho – baixo, vocais de apoio, líder (2016–2021)

## Discografia

### Álbuns de estúdio
| Título                | Detalhes                                                                                | Posição de pico | Posição de pico  | Posição de pico  |
| Título                | Detalhes                                                                                | JP Oricon       | JP Billboard Hot | JP Billboard Top |
| --------------------- | --------------------------------------------------------------------------------------- | --------------- | ---------------- | ---------------- |
| Awakening from Abyss  | - Lançamento: 25 de outubro de 2017 - Gravadora: Victor, JPU Records, Sliptrick Records | 18              | 33               | 22               |
| Clockwork Immortality | - Lançamento: 5 de dezembro de 2018 - Gravadora: Victor, JPU, Arising Empire            | 21              | 23               | 21               |
| Electric Pentagram    | - Lançamento: 29 de janeiro de 2020 - Gravadora: Victor, JPU, Red River                 | 9               | 12               | 12               |
| Judgement Day         | - Lançamento: 22 de fevereiro de 2023 - Gravadora: Victor, JPU                          | 5               | 5                | 5                |

### EPs
| Título                     | Detalhes                                                             | Posição de pico | Posição de pico  | Posição de pico  |
| Título                     | Detalhes                                                             | JP Oricon       | JP Billboard Hot | JP Billboard Top |
| -------------------------- | -------------------------------------------------------------------- | --------------- | ---------------- | ---------------- |
| The Lovebites EP           | - Lançamento: 24 de maio de 2017 - Gravadora: Victor, JPU, Sliptrick | 27              | 40               | 22               |
| Battle Against Damnation   | - Lançamento: 6 de junho de 2018 - Gravadora: Victor, JPU            | 20              | 24               | 18               |
| Glory, Glory, to the World | - Lançamento: 10 de março de 2021 - Gravadora: Victor, JPU           | 11              | 10               | 11               |

### Álbuns ao vivo
| Título                                           | Detalhes                                                      | Posição de pico | Posição de pico  | Posição de pico  |
| Título                                           | Detalhes                                                      | JP Oricon       | JP Billboard Hot | JP Billboard Top |
| ------------------------------------------------ | ------------------------------------------------------------- | --------------- | ---------------- | ---------------- |
| Daughters of the Dawn – Live in Tokyo            | - Lançamento: 10 de julho de 2019 - Gravadora: Victor         | 53              | —                | 44               |
| Five of a Kind – Live in Tokyo 2020              | - Lançamento: 22 de julho de 2020 - Gravadora: Victor         | 27              | 49               | 28               |
| Heavy Metal Never Dies – Live in Tokyo 2021      | - Lançamento: 29 de setembro de 2021 - Gravadora: Victor, JPU | 38              | 32               | 34               |
| Knockin' at Heaven's Gate – Live in Tokyo 2023   | - Lançamento: 23 de agosto de 2023 - Gravadora: Victor, JPU   | 30              | 23               | 23               |
| Knockin' at Heaven's Gate – Part II              | - Lançamento: 20 de dezembro de 2023 - Gravadora: Victor, JPU | ASA             | 54               | 45               |
| "—" denota que a gravação não figurou na parada. |                                                               |                 |                  |                  |

### Álbuns de compilação
| Título                                   | Detalhes                                                      | Posição de pico | Posição de pico  | Posição de pico  |
| Título                                   | Detalhes                                                      | JP Oricon       | JP Billboard Hot | JP Billboard Top |
| ---------------------------------------- | ------------------------------------------------------------- | --------------- | ---------------- | ---------------- |
| In the Beginning – The Best of 2017–2021 | - Lançamento: 22 de dezembro de 2021 - Gravadora: Victor, JPU | 22              | 22               | 21               |

### Singles
| Título               | Ano  | Posição de pico | Posição de pico      | Álbum              |
| Título               | Ano  | JP Oricon       | JP Top Singles Sales | Álbum              |
| -------------------- | ---- | --------------- | -------------------- | ------------------ |
| "Golden Destination" | 2020 | 20              | 22                   | Electric Pentagram |

### Videoclipes
| Ano  | Canção                               | Diretor         |
| ---- | ------------------------------------ | --------------- |
| 2017 | "Don't Bite the Dust"                | Naoki Takeyama  |
| 2017 | "Shadowmaker"                        | Naoki Takeyama  |
| 2018 | "The Crusade"                        | Naoki Takeyama  |
| 2018 | "Rising"                             | Takanori Yamada |
| 2019 | "When Destinies Align"               | Naoki Takeyama  |
| 2020 | "Golden Destination"                 | Desconhecido    |
| 2021 | "Winds of Transylvania" (2 versions) | Naoki Takeyama  |
| 2021 | "Glory to the World"                 | Naoki Takeyama  |
| 2021 | "Nameless Warrior"                   | Naoki Takeyama  |
| 2022 | "Judgement Day"                      | Naoki Takeyama  |
| 2023 | "Stand and Deliver (Shoot 'em Down)" | Naoki Takeyama  |

## Prêmios
Metal Hammer Golden Gods Awards
| Ano  | Recipiente | Categoria         | Resultado |
| ---- | ---------- | ----------------- | --------- |
| 2018 | Lovebites  | Melhor Banda Nova | Venceu    |